# Huntingwood, New South Wales
Huntingwood este o suburbie în Sydney, Australia.